# Druhá vláda Goldy Meirové
Druhá vláda Goldy Meirové, která byla v pořadí patnáctou izraelskou vládou, byla vytvořena 15. prosince 1969 po říjnových parlamentních volbách. Byla pokračováním předchozí vlády národní jednoty, vytvořené za funkčního období předchozího Knesetu, a sestávala ze stran Ma'arach, Gachal, Národní náboženská strana, Nezávislí liberálové, Pokrok a rozvoj a Šituf ve-achva. Gachal opustil koaliční vládu 6. srpna 1970 na protest proti souhlasu ministerské předsedkyně se zahájením jednání o americké mírové iniciativě Rogersův plán.
Funkční období vlády skončilo 10. března 1974, kdy ji po řádných (byť kvůli jomkipurské válce odložených) volbách v prosinci 1973 nahradila třetí vláda Goldy Meirové. Šlo tak vůbec o první izraelskou vládu, která vydržela po celé čtyřleté funkční období. Dalším prvenstvím bylo, že na dva posty náměstků ministrů usedli nežidovští poslanci; v květnu 1971 se izraelsko-arabský poslanec Abd ul Azíz az Zuabí stal náměstkem ministra zdravotnictví, v listopadu téhož roku se drúzský poslanec Džabar Muadí stal náměstkem ministra komunikací.

## Seznam členů vlády
Funkční období vlády trvalo od 15. prosince 1969 do 10. března 1974. V pořadí 19. izraelská vláda se skládala z následujících ministrů:
| portfej                              | ministr/yně           | funkční období                                  | strana                    |
| ------------------------------------ | --------------------- | ----------------------------------------------- | ------------------------- |
| předsedkyně vlády                    | Golda Meirová         | celé                                            | Ma'arach                  |
| místopředseda vlády                  | Jigal Alon            | celé                                            | Ma'arach                  |
| ministr absorpce imigrantů           | Šimon Peres           | 22/12/1969 – 27/07/1970                         | Ma'arach                  |
| ministr absorpce imigrantů           | Natan Peled           | 27/07/1970 – 10/03/1974                         | nebyl poslancem           |
| ministr bydlení                      | Ze'ev Šerf            | celé                                            | Ma'arach                  |
| ministr dopravy                      | Ezer Weizman          | 15/12/1969 – 06/08/1970                         | nebyl poslancem           |
| ministr dopravy                      | Šimon Peres           | 01/09/1970 – 10/03/1974                         | Ma'arach                  |
| ministr financí                      | Pinchas Sapir         | celé                                            | Ma'arach                  |
| ministr komunikací/poštovních služeb | Elimelech Rimalt      | 15/12/1969 – 06/08/1970                         | Gachal                    |
| ministr komunikací/poštovních služeb | Šimon Peres           | 01/09/1970 – 10/03/1974                         | Ma'arach                  |
| ministr náboženství                  | Zerach Warhaftig      | celé                                            | nebyl poslancem           |
| ministr obchodu a průmyslu           | Josef Sapir           | 15/12/1969 – 06/08/1970                         | Gachal                    |
| ministr obchodu a průmyslu           | Pinchas Sapir         | 01/09/1970 – 05/03/1972                         | Ma'arach                  |
| ministr obchodu a průmyslu           | Chajim Bar-Lev        | 05/03/1972 – 10/03/1974                         | nebyl poslancem           |
| ministr obrany                       | Moše Dajan            | celé                                            | Ma'arach                  |
| ministr policie                      | Šlomo Hilel           | celé                                            | Ma'arach                  |
| ministr práce                        | Josef Almogi          | celé                                            | Ma'arach                  |
| ministr rozvoje                      | Chajim Landau         | 15/12/1969 – 06/08/1970                         | Gachal                    |
| ministr rozvoje                      | Chajim Gvati          | 01/09/1970 – 10/03/1974                         | Ma'arach                  |
| ministr sociální péče                | Josef Burg            | 15/12/1969 – 01/09/1970                         | nebyl poslancem           |
| ministr sociální péče                | Micha'el Chazani      | 01/09/1970 – 10/03/1974                         | Národní náboženská strana |
| ministr spravedlnosti                | Ja'akov Šimšon Šapira | 15/12/1969 – 13/06/1972 12/09/1972 – 01/11/1973 | Ma'arach                  |
| ministr školství a kultury           | Jigal Alon            | celé                                            | Ma'arach                  |
| ministr turismu                      | Moše Kol              | celé                                            | nebyl poslancem           |
| ministr vnitra                       | Chajim-Moše Šapira    | 15/12/1969 – 16/07/1970                         | Národní náboženská strana |
| ministr vnitra                       | Josef Burg            | 01/09/1970 – 10/03/1974                         | nebyl poslancem           |
| ministr zahraničních věcí            | Abba Eban             | celé                                            | Ma'arach                  |
| ministr zdravotnictví                | Chajim Gvati          | 22/12/1969 – 27/07/1970                         | Ma'arach                  |
| ministr zdravotnictví                | Viktor Šem-Tov        | 27/07/1970 – 10/03/1974                         | nebyl poslancem           |
| ministr zemědělství                  | Chajim Gvati          | celé                                            | Ma'arach                  |
| ministr bez portfeje                 | Šimon Peres           | 15/12/1969 – 22/12/1969                         | Ma'arach                  |
| ministr bez portfeje                 | Jisra'el Barzilaj     | 15/12/1969 – 12/06/1970                         | nebyl poslancem           |
| ministr bez portfeje                 | Viktor Šem-Tov        | 15/12/1969 – 27/07/1970                         | nebyl poslancem           |
| ministr bez portfeje                 | Menachem Begin        | 15/12/1969 – 06/08/1970                         | Gachal                    |
| ministr bez portfeje                 | Arje Dulčin           | 15/12/1969 – 06/08/1970                         | nebyl poslancem           |
| ministr bez portfeje                 | Jisra'el Galili       | 15/12/1969 – 10/03/1974                         | Ma'arach                  |

### Seznam náměstků ministrů
| portfej                              | náměstek/náměstkyně  | funkční období                                  | strana                    |
| ------------------------------------ | -------------------- | ----------------------------------------------- | ------------------------- |
| náměstek ministra absorpce imigrantů | Šlomo Rozen          | 20/11/1972 – 10/03/1974                         | Ma'arach                  |
| náměstek ministra dopravy            | Gad Ja'akobi         | 02/11/1972 – 10/03/1974                         | Ma'arach                  |
| náměstek ministra financí            | Cvi Dinstein         | 22/12/1969 – 10/03/1974                         | Ma'arach                  |
| náměstek ministra komunikací         | Džabar Muadí         | 27/10/1971 – 10/03/1974                         | Pokrok a rozvoj           |
| náměstek ministra školství a kultury | Micha'el Chazani     | 22/12/1969 – 01/09/1970                         | Národní náboženská strana |
| náměstek ministra školství a kultury | Aharon Jadlin        | 22/12/1969 – 26/07/1972                         | Ma'arach                  |
| náměstek ministra školství a kultury | Avner Šaki           | 01/09/1970 – 17/07/1972                         | Národní náboženská strana |
| náměstek ministra školství a kultury | Zevulun Hammer       | 16/01/1973 – 20/01/1974                         | Národní náboženská strana |
| náměstek ministra turismu            | Jehuda Ša'ari        | 22/12/1969 – 10/03/1974                         | Nezávislí liberálové      |
| náměstek ministra vnitra             | Josef Goldschmidt    | 22/12/1969 – 16/07/1970 19/07/1970 – 01/09/1970 | Národní náboženská strana |
| náměstek ministra zdravotnictví      | Abd ul Azíz az Zuabí | 24/05/1971 – 10/03/1974                         | Ma'arach                  |
| náměstek ministra zemědělství        | Ben Cijon Chalfon    | 22/12/1969 – 10/03/1974                         | Ma'arach                  |